# トルコに対するソ連の領土権主張

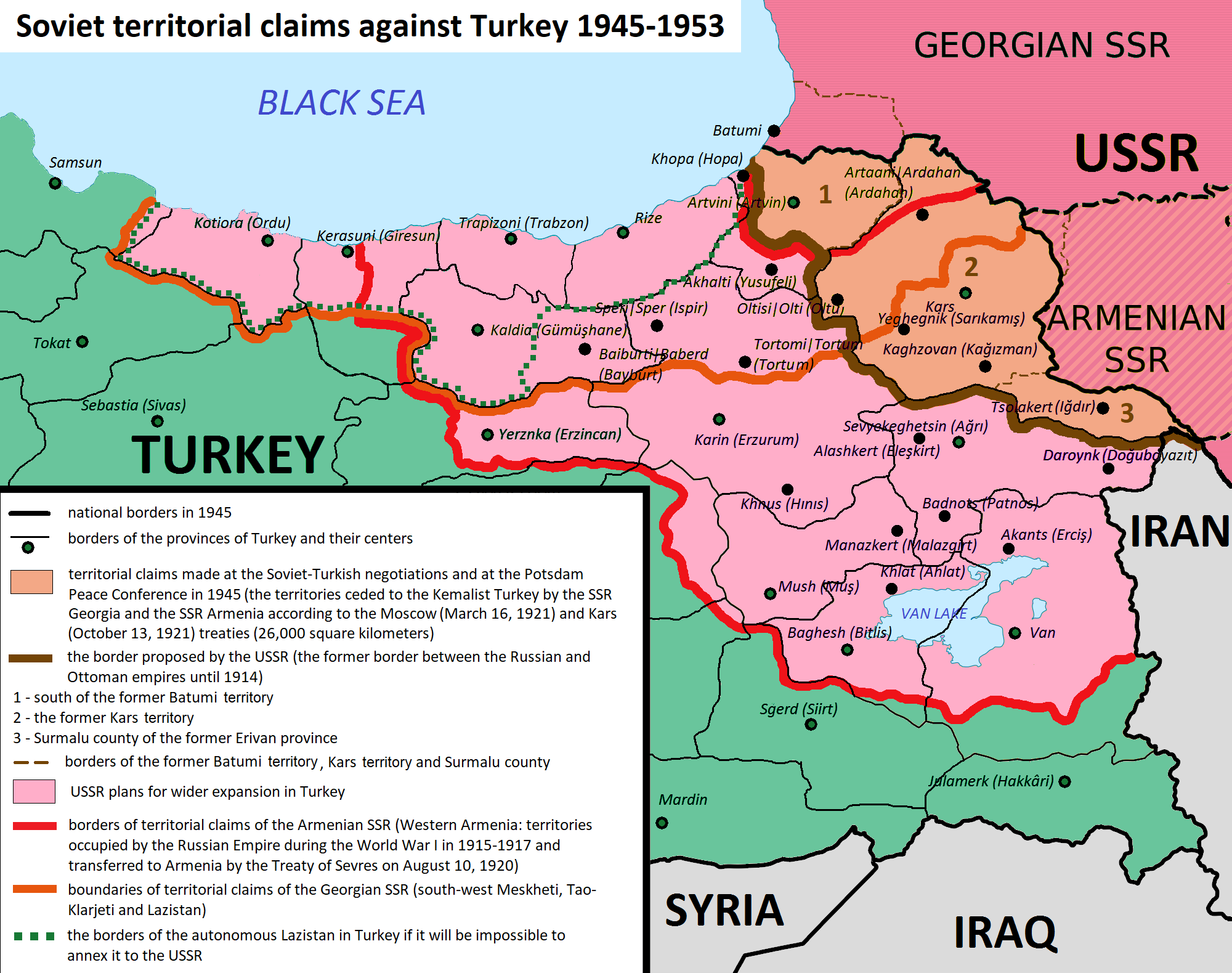
Borders in 1945
Territorial claims made by Soviet Union
The Soviet plans for wider expansion in Turkey
Borders of territorial claims of the Armenian SSR (Western Armenia)
Borders of territorial claims of the Georgian SSR (Tao-Klarjeti and Lazistan)
The borders of proposed Lazistan ASSR

トルコに対するソ連の領土権主張（トルコにたいするソ連のりょうどけんしゅちょう、Soviet_territorial_claims_against_Turkey）について、ニキータ・フルシチョフの回顧録。
回顧録によると、副首相のラヴレンチー・ベリヤ(1946–1953) はヨシフ・スターリンに圧力をかけ、トルコ人によってジョージアから盗まれたと思われる東アナトリアの領土を要求した。 実際的な理由から、ソ連の主張が成功すれば、黒海周辺での国家の地位が強化され、中東における英国の影響力が弱まるとされた。 

## バックグラウンド
ソビエト連邦は、ロシアの輸出に不可欠な水路であるボスポラス海峡間の輸送をトルコに独占的に許可する 1936 年のモントルー条約に長い間反対していました。 1925 年のソ連・トルコ友好中立条約が1945 年に失効したとき、ソ連側は条約を更新しないことを選択しました。ソ連の外務大臣ヴャチェスラフ・モロトフはトルコ人に対し、グルジアとアルメニアのトルコ支配地域に対する主張は、新しい条約の締結前に解決しなければならないと語った。 
カルスとアルダハン周辺の係争中の領土は、1878 年から 1921 年までロシア帝国によって統治されていましたが、ロシアからトルコに割譲されましたが、現在は名目上のソビエト社会主義共和国を持っていたそれぞれの民族のメンバーが引き続き居住していました。モロトフは、ソ連が1921年にソ連が弱体化した際にポーランドに領土割譲を行って以来、ソ連はポーランドとの国境を正常化したが、その後の再交渉によってトルコへの同様の割譲が正当化されることはなかったと主張した. 

## 請求
1945年、12月14日から20日にかけて、グルジアとロシアの主要な新聞が発行された。Communist, Zarya Vostoka, Pravda, Izvestiaに、学者Simon JanashiaとNiko Berdzenishviliが書いた、トルコに対する我々の正当な主張に関する書簡が掲載されました。
最後に、ラジスタン（チャネツィア）について報告した。この領土の国境はバトゥミ県の境界から始まり、さらに黒海沿岸を西に進み、テルメの町の近くにあるテルメドン川まで続いています。この領土は、リゼ、トラブゾン、フィシ、フェネルの岬を含み、約20,000km2を占めている。中世のビザンティウムとの戦争や11世紀から13世紀にかけての出来事も、この報告書の中で並列的に扱われている。最後に、報告書は、「グルジアSSRは、旧バトゥミ地 方の南部地域と旧アートヴィン、アルダハン、オ ルティ地区の他に、パルホール、トルトム、イスピル （南西メトケティア）と東チャネティア（リゼの地域） と中央チャネティア（トレビゾンドの地域）などの歴 史的な地方に主張することができる」と示唆し ていた。

## 予定
トルコが割譲すべき領土の量に関して、3 つのソ連の計画があった。
- 最初の計画には、 1878年から 1918 年までロシア帝国の一部であり、その後アルメニア共和国( 1918年 - 1920 年) および 1918 年から 1921 年にかけてのジョージア民主共和国。
- 2 番目の計画には、チョロ川とラジスタン東部に沿ったグルジア SSR の主張が含まれていました。 Alashkertに対するアルメニア SSR の主張 (Kars とSurmaliに追加されたBayazetの都市[3] )。
- 第3 の計画には、トルコの黒海地域の大部分 (テルメ川沿いのトラブゾン、グムシャン、ギレスン地区、およびアナトリアのほとんどの東部 (エルズルム、ヴァン、ムッシュ、ビトリス) が含まれていました)。

ソビエト政府は、第二次世界大戦後の 3 年間 (1946 年から 1948 年) に、シリア、レバノン、ギリシャ、ブルガリア、ルーマニア、キプロス、パレスチナ、イラク、エジプト、フランスはソ連のアルメニアに移住した。

## 失敗
戦略的に、米国は、トルコを防衛するためにカルス高原が必要であるという理由で、ソ連によるカルス高原の併合に反対した。イデオロギー的には、アメリカ政府の特定の要素は、ソビエトの領土主張を拡張主義者であり、チェコスロバキアのズデーテン・ドイツ人に対するナチの民族統一主義を連想させるものと見なしていました。 1934年以来、国務省は、ウィルソン大統領（1913年から1921年）以来のアルメニアに対する以前の支援は、アルメニアの独立の喪失以来期限切れになったと結論付けていた. 
ソ連が支援するトルコとペルシャでの自決運動に対する米国の断固たる反対は、クルド人マハバード共和国(1946–1947) とアゼリアゼルバイジャン人民政府(1945–1946) のペルシャによる粉砕と再併合につながった。 トルコは 1952 年に反ソ軍事同盟NATOに加盟した。 1953 年のスターリンの死後、ソビエト政府は、大陸横断国およびその同盟パートナーである米国との友好関係を促進する努力の一環として、トルコに対する領土主張を放棄しました。 
- アルメニアとトルコの国境
- アゼルバイジャンとトルコの国境
- バスマチ運動
- グルジアとトルコの国境
- 汎トルコ主義
- 露土戦争 (1877–78)
- カルス条約、1921年
- トルコ海峡危機